# National Basketball Association 1967/1968
National Basketball Association 1967/1968 var den 22:a säsongen av den amerikanska proffsligan i basket. Säsongen inleddes den 13 oktober 1967 och avslutades den 20 mars 1968 efter 492 seriematcher, vilket gjorde att samtliga tolv lagen spelade 82 matcher var.
Torsdagen den 2 maj 1968 vann Boston Celtics sin tionde NBA-titel efter att ha besegrat Los Angeles Lakers med 4-2 i matcher i en finalserie i bäst av 7 matcher.
All Star-matchen spelades den 23 januari 1968 i Madison Square Garden i New York. Eastern Division vann matchen över Western Division med 144-124.
Ligan utökades med två nya lag, Seattle SuperSonics och San Diego Rockets.
St. Louis Hawks spelade sin sista säsong i ligan och flyttade sen från St. Louis, Missouri till Atlanta, Georgia.

## Grundserien
Not: V = Vinster, F = Förluster, PCT = Vinstprocent
- Lag i GRÖN färg till en slutspelserie.
- Lag i RÖD färg har spelat klart för säsongen.

| Pos | Lag                | V  | F  | PCT  |
| --- | ------------------ | -- | -- | ---- |
| 1   | Philadelphia 76ers | 62 | 20 | .756 |
| 2   | Boston Celtics     | 54 | 28 | .659 |
| 3   | New York Knicks    | 43 | 39 | .524 |
| 4   | Detroit Pistons    | 40 | 42 | .488 |
| 5   | Cincinnati Royals  | 39 | 43 | .476 |
| 6   | Baltimore Bullets  | 36 | 46 | .439 |

| Pos | Lag                    | V  | F  | PCT  |
| --- | ---------------------- | -- | -- | ---- |
| 1   | St. Louis Hawks        | 56 | 26 | .683 |
| 2   | Los Angeles Lakers     | 52 | 30 | .634 |
| 3   | San Francisco Warriors | 43 | 39 | .524 |
| 4   | Chicago Bulls          | 29 | 53 | .354 |
| 5   | Seattle SuperSonics    | 23 | 59 | .280 |
| 6   | San Diego Rockets      | 15 | 67 | .183 |

## Slutspelet
De fyra bästa lagen i den östra och västra division gick till slutspelet. Där möttes ettorna och treorna respektive tvåorna och fyrorna i kvartsfinalserier (divisionssemifinal) där de vinnande lagen i kvartsfinalerna möttes i semifinalserier (divisionsfinal). Alla slutspelsserier avgjordes i bäst av 7 matcher.
|  | Divisionssemifinaler | Divisionssemifinaler | Divisionssemifinaler |             |   | Divisionsfinaler | Divisionsfinaler | Divisionsfinaler |  |  | NBA-final | NBA-final   | NBA-final |
|  |                      |                      |                      |             |   |                  |                  |                  |  |  |           |             |           |
|  | 1                    | St. Louis            | 2                    |             |   |                  |                  |                  |  |  |           |             |           |
|  | 3                    | San Francisco        | 4                    |             |   |                  |                  |                  |  |  |           |             |           |
|  | 3                    | San Francisco        | 4                    |             | 3 | San Francisco    | 0                |                  |  |  |           |             |           |
|  | Western Division     |                      |                      |             | 3 | San Francisco    | 0                |                  |  |  |           |             |           |
|  |                      |                      | 2                    | L.A. Lakers | 4 |                  |                  |                  |  |  |           |             |           |
|  | 4                    | Chicago              | 2                    | L.A. Lakers | 4 | 1                |                  |                  |  |  |           |             |           |
|  | 4                    | Chicago              |                      |             |   | 1                |                  |                  |  |  |           |             |           |
|  | 2                    | L.A. Lakers          | 4                    |             |   |                  |                  |                  |  |  |           |             |           |
|  |                      |                      |                      |             |   |                  |                  |                  |  |  | W2        | L.A. Lakers | 2         |
|  |                      |                      | E2                   | Boston      | 4 |                  |                  |                  |  |  |           |             |           |
|  | 1                    | Philadelphia         | 4                    |             |   |                  |                  |                  |  |  |           |             |           |
|  | 3                    | New York             | 2                    |             |   |                  |                  |                  |  |  |           |             |           |
|  | 3                    | New York             | 2                    |             | 1 | Philadelphia     | 3                |                  |  |  |           |             |           |
|  | Eastern Division     |                      |                      |             | 1 | Philadelphia     | 3                |                  |  |  |           |             |           |
|  |                      |                      | 2                    | Boston      | 4 |                  |                  |                  |  |  |           |             |           |
|  | 4                    | Detroit              | 2                    | Boston      | 4 | 2                |                  |                  |  |  |           |             |           |
|  | 4                    | Detroit              |                      |             |   | 2                |                  |                  |  |  |           |             |           |
|  | 2                    | Boston               | 4                    |             |   |                  |                  |                  |  |  |           |             |           |

### NBA-final
Boston Celtics mot Los Angeles Lakers
| Match   | Datum    | Hemmalag    | Bortalag    | Resultat  | Not        |
| ------- | -------- | ----------- | ----------- | --------- | ---------- |
| Match 1 | 21 april | Boston      | Los Angeles | 107 - 101 |            |
| Match 2 | 24 april | Boston      | Los Angeles | 113 - 123 |            |
| Match 3 | 26 april | Los Angeles | Boston      | 119 - 127 |            |
| Match 4 | 28 april | Los Angeles | Boston      | 119 - 105 |            |
| Match 5 | 30 april | Boston      | Los Angeles | 120 - 117 | Eft. förl. |
| Match 6 | 2 maj    | Los Angeles | Boston      | 109 - 124 |            |

Boston Celtics vann finalserien med 4-2 i matcher